# Songs for Sorrow
Songs for Sorrow는 팝가수 미카의 두 번째 EP이다. 2009년 5월 15일 디지털 포맷으로 발매되었다.

## 배경
곡 "Blue Eyes"는 EP의 판촉용으로 쓰였고, BBC 라디오 2의 플레이리스트에서 A리스트에 해당했다.
이 EP은 곡들이 슬픔을 테마로 하고 있기 때문에 Songs for Sorrow라고 이름지어졌다.
피지컬 판은 곡들의 가사와 일러스트레이션이 수록된 하드커버 책이다. 그 삽화들은 미카가 좋아하는 세계곳곳의 예술가들 몇 명이 만든 것이다.

## 곡 목록
- 《Songs for Sorrow EP》 (2009년)

1. Toy Boy
2. Lonely Alcoholic
3. Blue Eyes
4. Lady Jane